# Georges Vézina
Joseph-Georges-Gonzague Vézina (Chicoutimi, 21 de janeiro de 1887 — Chicoutimi, 27 de março de 1926) foi um jogador profissional de hóquei no gelo canadense que atuava como goleiro, considerado um dos melhores na história do hóquei nessa posição. Ele jogou sete temporadas na National Hockey Association (NHA) e nove na National Hockey League (NHL), todas pela equipe do Canadiens de Montréal. Depois de assinar com os Canadiens em 1910, Vézina participou de 327 jogos consecutivos na temporada regular e mais 39 partidas de playoffs, sem nunca ter sido substituído. Até que, em 1925, teve que sair mais cedo durante um jogo por motivo de saúde. Ele foi diagnosticado com tuberculose e faleceu no ano seguinte.
Único goleiro a jogar nos Canadiens entre 1910 e 1925, Vézina ajudou sua equipe a conquistar a Copa Stanley em 1916 e 1924; além de chegar à final do torneio em outras três temporadas. Apelidado de "Concombre de Chicoutimi", que em francês significa "Pepino de Chicoutimi", pela sua compostura calma enquanto permanecia no gol, ele foi o goleiro menos vazado do campeonato por sete vezes em sua carreira: quatro na NHA e três na NHL. Em 1918, Vézina tornou-se o primeiro goleiro da NHL a fazer um shutout (não levar gols durante a partida) e dar assistência a um gol.
Após a sua morte, Vézina recebeu homenagens de seu clube, de órgãos dirigentes do hóquei e em sua cidade natal. No início da temporada 1926-27 da NHL, os Canadiens criaram o Troféu Vezina e o doaram para que a liga o oferecesse como prêmio ao goleiro que sofresse o menor número de gols durante cada temporada. A partir de 1981, o prêmio passou a ser dado ao melhor goleiro escolhido por votação entre os treinadores dos times da NHL. Na cidade natal de Vézina, Chicoutimi, a arena de esportes é chamada de Centre Georges-Vézina, em sua homenagem. Quando o Hockey Hall of Fame foi inaugurado em 1945, Vézina foi um dos primeiros 12 homenageados.

## Juventude e vida pessoal

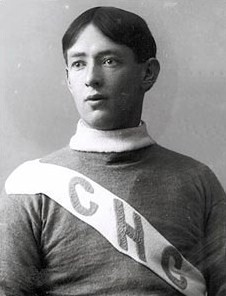
O jovem Vézina com o uniforme do Chicoutimi Hockey Club

Joseph-Georges-Gonzague Vézina nasceu em 21 de janeiro de 1887, em Chicoutimi, na província canadense do Quebec. Era o caçula dos oito filhos de Jacques Vézina, um imigrante francês de La Rochelle que trabalhava como padeiro, e sua esposa Clara. O jovem Georges frequentou a escola do Seminário Menor de Chicoutimi até os quatorze anos de idade, quando deixou os estudos para ajudar seu pai na padaria. Ele jogou hóquei desde tenra idade, participando em jogos informais de hóquei de rua com colegas da sua faixa etária. Vézina até então usava sapatos para jogar e só foi usar patins pela primeira vez aos 16 anos, quando entrou para a equipe local, o Chicoutimi Hockey Club. Como sua cidade ficava em uma área remota do Quebec, mais de 200 quilômetros da capital da província, o time em que jogava não era filiado a nenhuma liga. O clube era conhecido como Saguenéens (em francês: "Pessoas do Saguenay", a região onde fica Chicoutimi) e viajava pela província para enfrentar outras equipes em partidas amistosas.
Vézina casou-se com Marie-Adelaide-Stella Morin em 3 de junho de 1908, em Chicoutimi. Em 1912 o casal teve seu primeiro filho, Jean-Jules. O segundo filho nasceu na noite da primeira conquista da Copa Stanley pelo seu clube, o Canadiens de Montréal, em 1916. Para homenagear o feito, Georges batizou seu filho de Marcel Stanley. Quando não estava jogando hóquei, Vézina trabalhava num curtume em Chicoutimi, levando uma vida tranquila. Após sua morte, surgiu o rumor de que ele era pai de 22 crianças. Este boato foi iniciado quando o técnico do Canadiens, Léo Dandurand, disse a repórteres que Vézina "não fala inglês e tem vinte e dois filhos, incluindo três grupos de trigêmeos, e todos eles nasceram no espaço de nove anos". Na realidade, ele falava um pouco de inglês e teve apenas os dois filhos do seu casamento.

## Carreira profissional

### NHA

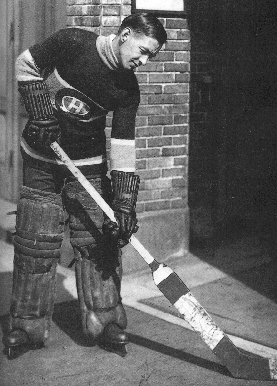

Em 17 de fevereiro de 1910, o Chicoutimi Hockey Club jogou uma partida de exibição contra o Canadiens de Montréal. Apesar de jogar contra um clube amador e tecnicamente inferior, os Canadiens não conseguiram marcar um gol sequer e acabaram perdendo o jogo. Impressionado com o resultado, Joseph Cattarinich, goleiro do Canadiens, convenceu o presidente e proprietário do clube, George Kennedy, a oferecer um teste a Georges Vézina, que havia fechado o gol do Chicoutimi. Vézina inicialmente recusou a oferta, permanecendo em sua cidade até que, em dezembro daquele mesmo ano, os Canadiens retornaram à Chicoutimi. Desta vez, eles convenceram Georges, junto com seu irmão Pierre, a irem à Montreal. Os irmãos Vézina chegaram em 22 de dezembro de 1910. Pierre, que jogava como atacante, não conseguiu se firmar na equipe, mas Georges impressionou os Canadiens, especialmente com o uso do taco para bloquear os chutes. Vézina assinou um contrato de 800 dólares canadenses por temporada e fez sua estreia profissional em 31 de dezembro daquele mesmo ano, aos 23 anos de idade, contra o Ottawa Senators. Ele jogaria todas as 16 partidas do Canadiens na temporada 1910-11, terminando com uma marca de oito vitórias e oito derrotas, mas com sua equipe tendo a melhor defesa da liga.
Na temporada seguinte, Vézina foi novamente o goleiro menos vazado, bem como venceu oito jogos e perdeu 10. Vézina gravou seu primeiro shutout da carreira durante a temporada 1912-13, derrotando o Ottawa por 6-0 em 18 de janeiro de 1913, em uma de suas nove vitórias naquela temporada. Os Canadiens terminaram na liderança da NHA pela primeira vez em 1913-14, em um empate com o Toronto Blueshirts. Mais uma vez, Vézina foi o goleiro menos vazado do campeonato, enquanto colocava 13 vitórias e sete derrotas. Segundo as regras da NHA, a equipe o primeiro lugar iria jogar na final da Stanley Cup, mas, devido ao empate no primeiro lugar, os Canadiens teve que jogar um de dois jogos, gols-total da série contra o Toronto. Vézina calar o Blueshirts no primeiro jogo, uma vitória por 2-0 para Montreal, mas vamos em seis gols no segundo jogo, permitindo que o Blueshirts para jogar a Copa Stanley, que eles venceram.
Depois de perder 14 jogos e terminar na última colocação da NHA em 1914-15, Vézina e os Canadiens venceram 16 jogos durante a temporada 1915-1916, dando a liderança da liga ao time de Montreal. Como líder do campeonato, os Canadiens ganharam o direito de jogar a final da Copa Stanley de 1916, na qual enfrentou o Portland Rosebuds, campeões da rival Pacific Coast Hockey Association. Os canadenses derrotaram os Rosebuds por três jogos a dois, na série de melhor de cinco, conquistando assim a Copa Stanley pela primeira vez na história do clube. O segundo filho de Vézina nasceu na noite do quinto jogo, que juntamente com um bônus de 238 dólares para cada jogador do Canadiens recebidos para o campeonato, levou a considerar a série como o auge de sua carreira. Na temporada seguinte, Vézina novamente ajudou seu time a liderar a NHA com o marca de menor número de gols sofridos, pela quarta vez em sete anos, ajudando o Canadiens a novamente chegar à final da Copa Stanley, onde perdeu para o Seattle Metropolitans.

### NHL

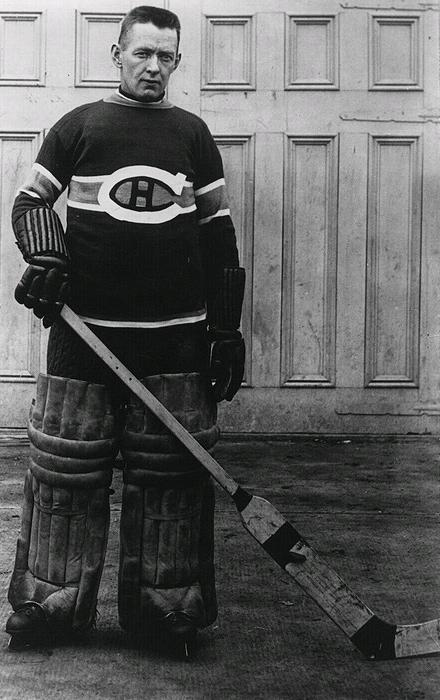

A NHA deu lugar à National Hockey League (NHL) em novembro de 1917, com Vézina e os Canadiens aderindo à nova liga. Em 18 de fevereiro de 1918, se tornou o pioneiro na história da NHL a registrar um shutout, anulando o Toronto Arenas por 9 a 0. Em 28 de dezembro daquele ano, Georges se tornou o primeiro goleiro a ser creditado com uma assistência, em um gol feito por Newsy Lalonde, que pegou o disco após uma defesa de Vézina. Ele terminou a temporada com 12 vitórias, o que lhe deu o menor número de gols sofridos da temporada. Vézina também estabeleceu um recorde, que era compartilhado com Clint Benedict do Ottawa Senators, para o menor número shutouts necessárias para liderar o campeonato, com um.
Em 1918-19 Vézina venceu 10 jogos e ajudou o Canadiens derrotar o Ottawa Senators nos playoffs da NHL para o direito de jogar para a Taça Stanley contra o campeão PCHA, os metropolitas Seattle. Realizada em Seattle , os dois times ficaram empatados na melhor-de-cinco da série, quando foi cancelado devido à gripe espanhola epidemia, pela primeira vez a Copa Stanley não foi adjudicado. [ 18 ] Nos 10 jogos do playoff antes do cancelamento , Vézina tinha vencido seis jogos, perdeu três e empatou uma, com um fechamento de fábrica. Vézina registros quase idênticos registados nas próximas duas temporadas, com 13 vitórias e 11 derrotas e golos, contra uma média acima de quatro em ambos os 1919-1920 e 1920-1921. Ele ganhou 12 jogos a seguinte temporada , como os Canadiens novamente não conseguiu se classificar para a Copa Stanley.
Depois de vencer 13 jogos em 1922-23, Vézina levou os Canadiens aos playoffs da NHL, onde perdeu a série de dois jogos com gols somados para o Ottawa Senators, que viria a ganhar a Copa Stanley. Na temporada seguinte, Vézina voltou a ser o goleiro menos vazado da liga. Sua média foi de 1,97 gols por partida: a primeira vez que um goleiro teve média de menos de dois gols sofridos por jogo. Com outra temporada de 13 vitórias em 1923-24, os Canadiens alcançaram os playoffs da NHL, onde novamente enfrentaram o Ottawa Senadores. Desta vez, os Canadiens venceram a série, e em seguida, derrotaram o Vancouver Maroons do PCHA antes de chegar à final da Stanley Cup pela primeira vez em cinco anos. Enfrentando o Calgary Tigers da Western Canada Hockey League, Vézina e os Canadiens ganharam a série de melhor-de-três por dois jogos a zero, como Vézina registrou fechamento de fábrica no segundo jogo. O campeonato foi o primeiro do Canadiens como membro da NHL e o segundo título da história do clube. Depois de uma vitória-temporada de 17 em 1924-25 , onde gravou um Vézina gols contra a média de 1,81 para voltar a liderar o campeonato, os Canadiens atingiu a Stanley Cup Finals . Os Canadiens só qualificada, após o Tigres Hamilton , o campeão da temporada regular, foram suspensos por se recusar a jogar nos playoffs a menos que eles foram pagos. Diante do Pumas Victoria , os Canadiens perdeu a série de três jogos a um.

## Despedida do hóquei e morte
Voltando a Montreal para o acampamento de treinamento para a temporada 1925-1926, Vézina estava visivelmente doente, embora ele não disse nada sobre isso. Na época do primeiro jogo do Canadiens, em 28 de novembro, contra o Pittsburgh Pirates, ele havia perdido 35 libras em um período de seis semanas, e teve uma febre de 102 graus Fahrenheit. Independentemente disso, ele levou para o gelo, e completado o primeiro período, sem permitir que um gol. Vézina começou a vomitar sangue no intervalo antes de voltar para o início do segundo período. Ele então entrou em colapso em sua área de gol, e deixou o jogo, com o ex-goleiro da equipe olímpica EUA Alphonse Lacroix tomando seu lugar.
No dia seguinte ao jogo, Vézina foi diagnosticado com tuberculose e aconselhado a volta para casa. Em 3 de dezembro, cinco dias após a partida em que teve de ser substituído, foi pela última vez ao vestiário do Canadiens para se despedir dos companheiros de time. Dandurand descreveria a cena mais tarde; Vézina sentado em seu canto do vestiário com "lágrimas rolando pelo rosto. Ele olhava para as velhas caneleiras e patins que Eddie Dufour [o treinador do Canadiens] tinha arrumado no canto de Georges. Então, ele pediu um pequeno favor - o suéter que ele tinha usado na última temporada". Vézina retornou à sua cidade natal, Chicoutimi, com sua esposa Marie, onde morreu na madrugada de 27 de março de 1926, no hospital l'Hôtel-Dieu. Apesar de ter jogado apenas um período para os Canadiens, durante toda a temporada, o clube honrou sua $ 6.000 de salário inteiro, um testemunho de quão importante Vézina tinha sido para o time.

## Legado

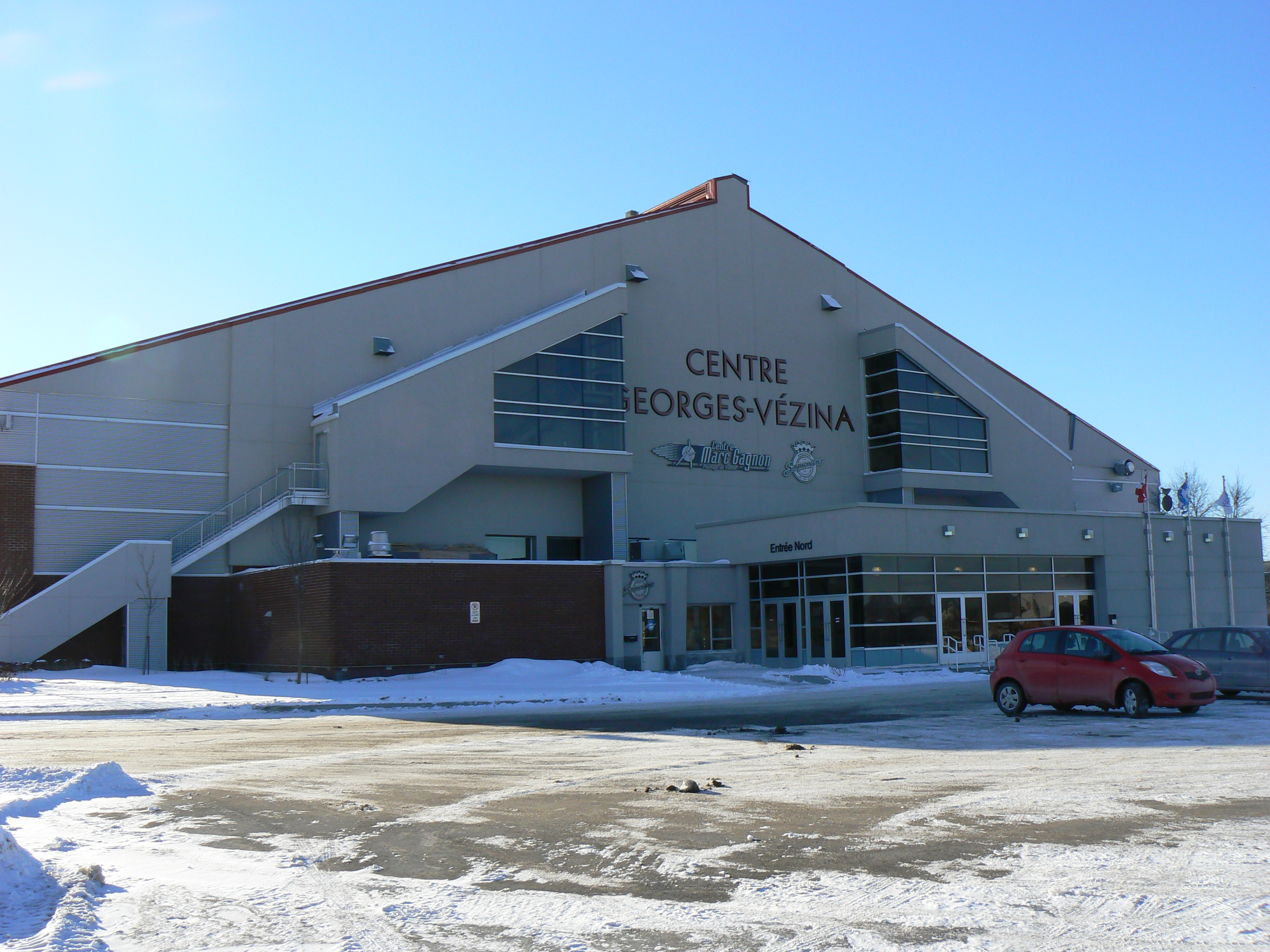

Um dos principais goleiros da NHA e dos primeiros anos da NHL, Vézina levou os Canadiens a cinco finais da Copa Stanley, nas quais conquistou o título duas vezes. Sete vezes em sua carreira, Vézina teve a menor média de gols sofridos no campeonato ele jogou, e ele teve a segunda melhor média em outras cinco temporadas. Desde quando foi contratado pelo Canadiens, em 1910, até ser forçado a se aposentar em 1925, Vézina nunca deixou de participar de um jogo e nem foi substituído, jogando em 328 partidas consecutivas da temporada regular e um adicional de 39 jogos de playoffs. Apesar de ter atuado a maior parte da sua carreira numa época em que goleiros não poderiam deixar os seus pés para fazer uma defesa (a regra foi alterada em 1918), Vézina é considerado um dos maiores goleiros da história do hóquei no gelo; o jornal Montreal Standard refere-se a ele como "o maior goleiro nas duas últimas décadas" em seu obituário.
Popular em Montreal, Vézina era frequentemente visto como o melhor jogador dos Canadiens no no hóquei no gelo e era respeitado por seus companheiros, que o consideravam o líder espiritual da equipe. Referido como "le Concombre de Chicoutimi" (o "Chicoutimi Cucumber") por seu comportamento frio no gelo, ele também era conhecido como "l'Habitant silencieux" (o "Habitante silencioso", Habitant era um apelido dos Canadiens), uma referência à sua personalidade reservada. Ele gostava de se sentar sozinho em um canto do vestiário da equipe, fumando um cachimbo e lendo jornal. Quando a notícia da morte Vézina foi anunciada, os jornais de todo o Quebec homenagearam o goleiro com artigos sobre sua vida e carreira. Centenas de missas católicas eram realizadas em homenagem ao devoto Vézina, e mais de 1.500 pessoas lotaram a catedral de Chicoutimi para seu funeral.
O Hockey Hall of Fame foi criada em 1945 e entre os 12 primeiros inductees foi Vézina. Em 1998 Vézina foi classificado como número 75, na lista dos 100 melhores jogadores de hóquei do The Hockey News. Em homenagem ao seu primeiro atleta profissional, a cidade de Chicoutimi renomeou sua arena de hóquei para Centre Georges-Vézina, em 1965.

### Troféu Vezina

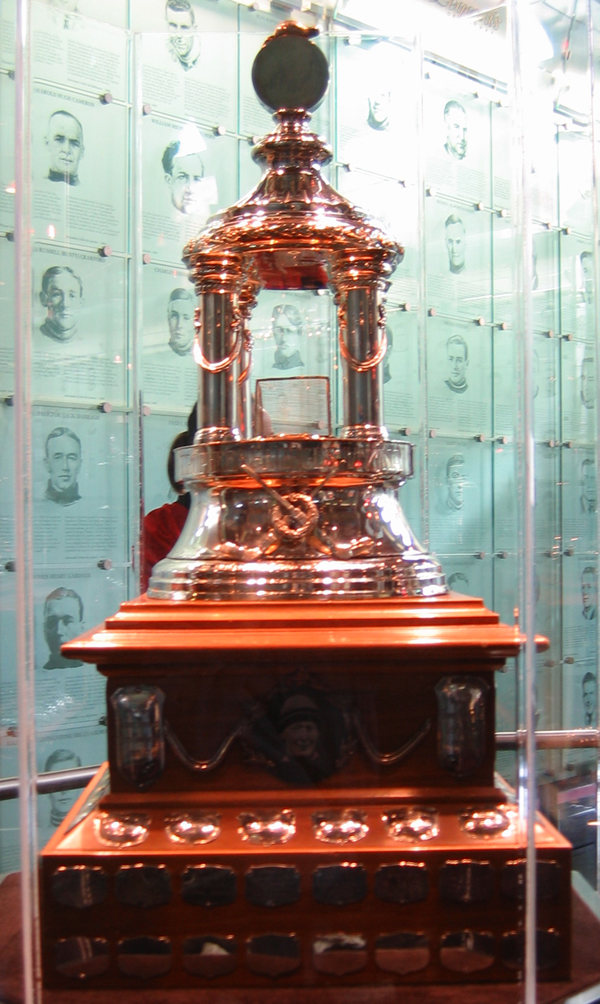

Um legado duradouro de Vézina foi o troféu que leva seu nome. No início da temporada 1926-27, Léo Dandurand, Leo Letourneau e Joseph Cattarinich, proprietários do Canadiens de Montréal, doou o troféu Vezina à NHL em honra de Vézina.  Era para ser atribuído ao goleiro do equipa que permitiu que o menor número de gols durante a temporada regular. O primeiro vencedor do troféu foi o sucessor Vézina no gol dos Canadiens, George Hainsworth . Ele passou a ganhar o troféu nas próximas duas temporadas também. Em 1981, a NHL mudou o formato de concessão do troféu, em vez disso dar-lhe o melhor goleiro considerado na liga baseada em uma pesquisa de gerentes gerais da NHL.

## Estatísticas

### Temporada regular eplayoffs
| 1909–10      | Saguenéens de Chicoutimi | MCHL         | —   | —   | —  | — | —     | —   | —  | —    | —  | —  | — | — | —    | —  | — | —    |
| 1910–11      | Canadiens de Montréal    | NHA          | 16  | 8   | 8  | 0 | 980   | 62  | 0  | 3.80 | —  | —  | — | — | —    | —  | — | —    |
| 1911–12      | Canadiens de Montréal    | NHA          | 18  | 8   | 10 | 0 | 1109  | 66  | 0  | 3.57 | —  | —  | — | — | —    | —  | — | —    |
| 1912-13      | Canadiens de Montréal    | NHA          | 20  | 9   | 11 | 0 | 1217  | 81  | 1  | 3.99 | —  | —  | — | — | —    | —  | — | —    |
| 1913–14      | Canadiens de Montréal    | NHA          | 20  | 13  | 7  | 0 | 1222  | 64  | 1  | 3.14 | 2  | 1  | 1 | 0 | 120  | 6  | 1 | 3.00 |
| 1914-15      | Canadiens de Montréal    | NHA          | 20  | 6   | 14 | 0 | 1257  | 81  | 0  | 3.86 | —  | —  | — | — | —    | —  | — | —    |
| 1915–16      | Canadiens de Montréal    | NHA          | 24  | 16  | 7  | 1 | 1482  | 76  | 0  | 3.08 | 5  | 3  | 2 | 0 | 300  | 13 | 0 | 2.60 |
| 1916–17      | Canadiens de Montréal    | NHA          | 20  | 10  | 10 | 0 | 1217  | 80  | 0  | 3.94 | 6  | 2  | 4 | 0 | 360  | 29 | 0 | 4.83 |
| 1917–18      | Canadiens de Montréal    | NHL          | 21  | 12  | 9  | 0 | 1282  | 84  | 1  | 3.93 | 2  | 1  | 1 | 0 | 120  | 10 | 0 | 5.00 |
| 1918–19      | Canadiens de Montréal    | NHL          | 18  | 10  | 8  | 0 | 1117  | 78  | 1  | 4.19 | 10 | 6  | 3 | 1 | 636  | 37 | 1 | 3.49 |
| 1919–20      | Canadiens de Montréal    | NHL          | 24  | 13  | 11 | 0 | 1456  | 113 | 0  | 4.66 | —  | —  | — | — | —    | —  | — | —    |
| 1920–21      | Canadiens de Montréal    | NHL          | 24  | 13  | 11 | 0 | 1441  | 99  | 1  | 4.12 | —  | —  | — | — | —    | —  | — | —    |
| 1921–22      | Canadiens de Montréal    | NHL          | 24  | 12  | 11 | 1 | 1469  | 94  | 0  | 3.84 | —  | —  | — | — | —    | —  | — | —    |
| 1922–23      | Canadiens de Montréal    | NHL          | 24  | 13  | 9  | 2 | 1488  | 61  | 2  | 2.46 | 2  | 1  | 1 | 0 | 120  | 3  | 0 | 1.50 |
| 1923–24      | Canadiens de Montréal    | NHL          | 24  | 13  | 11 | 0 | 1459  | 48  | 3  | 1.97 | 6  | 6  | 0 | 0 | 360  | 6  | 2 | 1.00 |
| 1924–25      | Canadiens de Montréal    | NHL          | 30  | 17  | 11 | 2 | 1860  | 56  | 5  | 1.81 | 6  | 3  | 3 | 0 | 360  | 18 | 1 | 3.00 |
| 1925–26      | Canadiens de Montréal    | NHL          | 1   | 0   | 0  | 0 | 20    | 0   | 0  | 0.00 | —  | —  | — | — | —    | —  | — | —    |
| Total na NHA | Total na NHA             | Total na NHA | 138 | 70  | 67 | 1 | 8484  | 510 | 2  | 3.61 | 13 | 6  | 7 | 0 | 780  | 48 | 1 | 3.69 |
| Total na NHL | Total na NHL             | Total na NHL | 190 | 103 | 81 | 5 | 11592 | 633 | 13 | 3.28 | 26 | 17 | 8 | 1 | 1596 | 74 | 4 | 2.78 |

- As estatísticas da NHA são da Trail of the Stanley Cup.[7]
- As estatísticas da NHL são do NHL.com.[8]